# 緊急検証!
『緊急検証!』（きんきゅうけんしょう）は、ファミリー劇場で2012年8月から2024年12月27日まで不定期で放送されていたオカルト（超常現象）を題材としたバラエティ番組シリーズ。

## 概要
「新世紀のカルトバラエティ番組」をコンセプトに、毎回、人類が検証すべきテーマを、スタジオに招いたその道のエキスパートたちのプレゼンを通して徹底検証していくチャンネルオリジナル番組。2012年8月に放送された単発特番『日本の怪村〜』が好評を博し、シリーズ化の運びとなった。
恒例で新作放送の月には特別編成を組み、過去シリーズの一挙放送と新作のテーマに合わせた作品を特集放送している。
2017年12月に放送された第5回紅白オカルト合戦では同番組の映画化が発表された。
| 回 | 初回放送       | タイトル                                                                  |
| -- | -------------- | ------------------------------------------------------------------------- |
| 1  | 2012年8月18日  | 日本の怪村 〜絶対に行ってはいけない村がそこにある〜                       |
| 2  | 2013年5月10日  | 最真・終末予言 〜絶対に当たってはいけない地球滅亡の日〜                   |
| 3  | 2013年8月17日  | 幽霊との出会い方 〜いま、霊に会いにゆきます〜                             |
| 4  | 2013年10月14日 | 宇宙人地球侵略史 〜振り返れば宇宙人（ヤツ）がいた〜                       |
| 5  | 2013年12月13日 | 2014年度版超新約黙示録 〜第1回紅白オカルト合戦〜                          |
| -  | 2014年4月1日   | 緊急検証・イズ・バック! 〜2014オカルト戦線異状アリ〜                      |
| 6  | 2014年5月10日  | 未確認生物の飼い方 〜前略ご主人様 UMA（ぼく）はここにいるよ〜             |
| 7  | 2014年6月28日  | ヒトラーは生きている! 〜ネバーエンディング我が闘争ストーリー〜            |
| 8  | 2014年7月12日  | オカルトリカルワールド茨城 〜北関東超ふしぎ発見!〜                        |
| 9  | 2014年10月25日 | 矢追純一は実在した!?～会いに行ける矢追純一～                              |
| 10 | 2014年12月27日 | 2015年度版超新約黙示録～第2回紅白オカルト合戦～                           |
| SP | 2014年12月31日 | 第2回紅白オカルト合戦〜オカルトゆく年くる年〜                             |
| 11 | 2015年5月16日  | 時空の歩き方～時をかける人類～                                            |
| 12 | 2015年8月8日   | もののけ王座決定戦!～子供にウォッチさせたくない妖怪たち～                 |
| 13 | 2015年8月9日   | 日本の怪々村～ごらん、入ってはいけない村がほらそこに～                    |
| 14 | 2015年12月31日 | 2016年度版超新約黙示録～第3回紅白オカルト合戦～                           |
| 15 | 2016年8月13日  | ほんとにあった呪いの処方箋～もはや呪いは不治の病ではない～                |
| 16 | 2016年12月31日 | 2017年度版 超新約黙示録〜第4回紅白オカルト合戦〜                          |
| 17 | 2017年2月11日  | 終わりなき超常新年会2017～今そこにあるオカルトの危機～                    |
| 18 | 2017年8月11日  | 実録・あなたの街の霊出るハウス～その物件、バス・トイレ・いわく憑き～      |
| 19 | 2017年12月9日  | 2018年度版 超新約黙示録〜第5回紅白オカルト合戦〜                          |
| 20 | 2019年12月31日 | 緊急検証！シリーズ第20弾 2020年度版 超新約黙示録〜第6回紅白オカルト合戦〜 |
| 21 | 2020年12月26日 | 緊急検証！シリーズ第21弾「緊急検証！恐家vs怪村〜闘凶2020〜                |
| 22 | 2021年9月10日  | 緊急検証！シリーズ第22弾「緊急検証！憑き物探訪                            |
| 23 | 2023年1月20日  | 緊急検証！国盗り怪村キングダム〜第7回紅白オカルト合戦〜                   |
| 24 | 2024年12月27日 | 緊急検証！第8回紅白オカルト合戦〜2024遺言〜                               |

## 出演者
司会
- 逸見太郎

レギュラーゲスト
- 大槻ケンヂ
- 辛酸なめ子

おもなゲスト
- 山口敏太郎
- 飛鳥昭雄
- 中沢健

## 第1弾
『緊急検証!日本の怪村 〜絶対に行ってはいけない村がそこにある〜』
- 内容：日本国内のどこかに存在していると噂されている怪しくミステリアスな村、通称“怪村”（かいそん）の数々を、その道の専門家たちが徹底検証する[3]。
- 初回放送：2012年8月18日 24:00 - 25:00
- 出演：逸見太郎/ ゲスト：大槻ケンヂ、辛酸なめ子、櫻井里佳 / プレゼンター：山口敏太郎、久田将義、草野葉一 / 朗読：牛抱せん夏[3]
- 特集放送作品：『八つ墓村』、『奇談』、『湯殿山麓呪い村』

## 第2弾
『緊急検証!最真・終末予言 〜絶対に当たってはいけない地球滅亡の日〜』
- 内容：今最も新しくそして最も真実味のある恐るべき最真“終末予言”について検証する[4]。
- 初回放送：2013年5月10日 23:30 - 24:30
- 出演：逸見太郎 / ゲスト：大槻ケンヂ、辛酸なめ子、瀬斗光黄（風男塾） / プレゼンター：山口敏太郎、飛鳥昭雄、中津川昴[4]
- 特集放送作品：『日本沈没』、『復活の日』、『世界大戦争』

## 第3弾
『緊急検証!幽霊との出会い方 〜いま、霊に会いにゆきます〜』
- 内容：“幽霊に会う方法”について検証する。スタジオを離れて番組初のオールロケとなるバスツアーを敢行。降霊術の実践や心霊スポット巡りで霊との交流をはかる[5]。
- 初回放送：2013年8月17日 21:00 - 22:00
- 出演：逸見太郎、山咲トオル、辛酸なめ子、姫乃たま、山口敏太郎、あーりん、野中ひゆ、十四代目トイレの花子さん / VTR：牛抱せん夏[5]
- 特集放送作品：『着信アリ』シリーズ全作、『ほんとにあった! 呪いのビデオ』、『呪怨』、『本当にあった怖い話』第4回[5]

## 第4弾
『緊急検証!宇宙人地球侵略史 〜振り返れば宇宙人（ヤツ）がいた〜』
- 内容：地球の歴史を陰で操ってきたと、まことしやかにささやかれる“宇宙人”の存在について検証する[6]。
- 初回放送：2013年10月14日 21:00 - 22:00
- 出演：逸見太郎 / ゲスト：大槻ケンヂ、辛酸なめ子、宇宙人 / プレゼンター：矢追純一、飛鳥昭雄、山口敏太郎 / VTR：石井アキラ（東京ニュース通信社）[6]
- 特集放送作品：『矢追純一UFOスペシャル』第4,6弾、『謎の円盤UFO HDリマスター版』全話[6]

## 第5弾
『緊急検証!2014年度版超新約黙示録 〜第1回紅白オカルト合戦〜』
- 内容：オカルト界注目の識者たちが紅白2チームに分かれ、対戦ごとに発表されるテーマで両軍の代表者がプレゼン。その情報の衝撃度で雌雄を決する。テーマは「未確認」」「都市伝説」「フリー」の全3戦。結果は白組の優勝[7]。
- 初回放送：2013年12月13日 23:00 - 24:00
- 出演：逸見太郎 / 審査員：大槻ケンヂ、辛酸なめ子、佐野ひなこ、三浦伸治（東京スポーツ編集部） / プレゼンター：【紅組】飛鳥昭雄、ベンジャミン・フルフォード、中沢健、【白組】山口敏太郎、島田秀平、武良信行[7]
- 特集放送作品：『矢追純一UFOスペシャル』第4,6弾、『本当にあった怖い話』シリーズ、『ほんとにあった! 呪いのビデオ』シリーズ、『富江VS富江』、『テケテケ』[7]

## 第6弾
『緊急検証!未確認生物の飼い方 〜前略ご主人様 UMA（ぼく）はここにいるよ〜』
- 内容：来るべき日に備えて世界中の“未確認動物（UMA）の飼い方”について検証する[8]。
- 初回放送：2014年5月10日 23:00 - 24:00
- 出演：逸見太郎 / ゲスト：大槻ケンヂ、辛酸なめ子、京本有加 / プレゼンター：山口敏太郎、飛鳥昭雄、天野ミチヒロ、中沢健[8]
- 特集放送作品：『現代の怪奇!ネス湖の怪獣 ネッシーは実在する!? 宇宙人は地球に来ていた!?』、『矢追純一UFOスペシャル』シリーズ全作[8]

## 第7弾
『緊急検証!ヒトラーは生きている! 〜ネバーエンディング我が闘争ストーリー〜』
- 内容：にわかには信じ難いヒトラーに関する驚愕の新事実を検証する。番組はシリーズ初の授業形式で、飛鳥昭雄が講師となりプレゼンテーションを行う[9]。
- 初回放送：2014年6月28日 23:00 - 24:00
- 出演：逸見太郎 / ゲスト：大槻ケンヂ、辛酸なめ子、桜雪（アリス十番）、山口敏太郎（解説も担当） / VTR出演：テレンス・リー、北芝健 / プレゼンター：飛鳥昭雄[9]

## 第8弾
『オカルトリカルワールド茨城 〜北関東超ふしぎ発見!〜』
- 内容：北関東が誇る怪県・茨城を検証する。番組はシリーズ初のクイズ形式で、中沢健が超ミステリーハンターとなり、茨城県の謎をリポートしつつクイズを出題する[10]。
- 初回放送：2014年7月12日 23:00 - 24:00
- 出演：逸見太郎 / ゲスト：大槻ケンヂ、辛酸なめ子、ねば〜る君、山口敏太郎、バンドー太郎 / VTR出演：飛鳥昭雄 / プレゼンター：中沢健[10]

## 第9弾
『緊急検証!矢追純一は実在した!?～会いに行ける矢追純一～』
- 内容：超常現象、オカルト番組などを数多く手がけてきた矢追純一が開催する初の握手会の模様を検証する。全国の矢追フリークが登場し、矢追とマンツーマンで質問したり相談をする。ユリ・ゲラーも来日し、参加する。またこの番組にさきがけ、矢追とユリ・ゲラーの四半世紀ぶりの共演を記念して、同日 20:30よりニコニコ生放送で特別番組が配信される[11]。
- 初回放送：2014年10月25日 23:30 - 0:30
- 出演：逸見太郎 / ゲスト：矢追純一、ユリ・ゲラー、大槻ケンヂ、辛酸なめ子、南部虎禅、桜のどか、桜雪、武良信行 / プレゼンター：中沢健[11]

## 第10弾
『緊急検証!2015年度版超新約黙示録～第2回紅白オカルト合戦～』
- 内容：第1回紅白オカルト合戦と同様に、紅白に分かれてのプレゼン対決だが、放送枠が30分拡大され第1回の60分から90分となった。テーマは「地球の危機」、「軍事機密」「言霊～SECRET MESSAGE～」「大将戦」の全4戦[12]。
- 初回放送：2014年12月27日　23:00 - 0:30[12]
- 出演：逸見太郎 / 審査員： 大槻ケンヂ、辛酸なめ子、紗綾、三浦伸治（東京スポーツ記者） / プレゼンター：【紅組】飛鳥昭雄、水守啓、川口友万、エハン・デラヴィ、【白組】山口敏太郎、深月ユリア、北芝健、中沢健[12]

## 第11弾
『緊急検証!時空の歩き方～時をかける人類～』
- 内容：誰もが手軽に安全に時空を超える方法を検証する[13]。
- 初回放送：2015年5月16日　22:30 - 23:30
- 出演：逸見太郎 / ゲスト： 大槻ケンヂ、辛酸なめ子、西田藍 / プレゼンター：山口敏太郎、飛鳥昭雄、中沢健[13]

## 第12弾
『緊急検証!もののけ王座決定戦!～子供にウォッチさせたくない妖怪たち～』
- 内容：「妖怪」をテーマに子供にウォッチさせたくない妖怪をトーナメント形式で決定する[14]。
- 初回放送：2015年8月8日　23:00 - 24:00
- 出演：逸見太郎 / ゲスト： 大槻ケンヂ、辛酸なめ子、林下清志（ビッグダディ）、郡司聡 / プレゼンター：山口敏太郎、岩井志麻子、木原浩勝、松嶋初音、ぬらりひょん打田、中沢健[14]

## 第13弾
『緊急検証!日本の怪々村～ごらん、入ってはいけない村がほらそこに～』
- 内容：緊急検証!シリーズ第1弾として放送された怪村の新作。怪村に関する噂や伝説を検証する[15]。
- 初回放送：2015年8月9日　23:00 - 24:00
- 出演：逸見太郎 / ゲスト： 大槻ケンヂ、辛酸なめ子、美月リカ / プレゼンター：山口敏太郎、宇田川敬介、吉田悠軌 / 朗読：牛抱せん夏[15]

## 第14弾
『緊急検証!2016年度版超新約黙示録～第3回紅白オカルト合戦～』
- 内容：年末恒例となった紅白オカルト合戦の第3弾。テーマは「JAPAN」、「機密流出」、「運命～SADSAME～」、「大将戦」の全4戦[16]。
- 初回放送：2015年12月31日　22:00 - 25:00
- 出演：逸見太郎 / 審査員： 大槻ケンヂ、辛酸なめ子、松元絵里花、三浦伸治（東京スポーツ記者） / プレゼンター：【紅組】飛鳥昭雄、久保有政、川口友万、早瀬康広【白組】山口敏太郎、ビギー・ネプテューン、宇田川敬介、中沢健[16]

## 第15弾
『緊急検証!ほんとにあった呪いの処方箋～もはや呪いは不治の病ではない～』
- 内容：呪いを解く方法を検証する[17]。
- 初回放送：2016年8月13日　22:00 - 23:00[17]
- 出演：逸見太郎 / 審査員： 大槻ケンヂ、辛酸なめ子、しらい / プレゼンター：山口敏太郎、宇田川敬介、吉田悠軌 [17]

## 第16弾
『緊急検証!2017年度版超新約黙示録～第4回紅白オカルト合戦～』
- 内容：年末恒例となった紅白オカルト合戦の第4弾。テーマは「新時代幕開け」、「裏・世界情勢」、「秘密組織」、「秘術」、「大将戦」の全5戦[18]。
- 初回放送：2016年12月31日　22:00 - 24：05
- 出演：逸見太郎 / 審査委員長： 大槻ケンヂ、審査員： 辛酸なめ子、RaMu、三浦伸治（東京スポーツ記者） / プレゼンター：【紅組】飛鳥昭雄、秋山眞人、鈴木貴博、宇田川敬介、吉田悠軌【白組】山口敏太郎、オペラ沢かおり、藍上、北芝健、中沢健[18]

## 第17弾
『緊急検証!終わりなき超常新年会2017～今そこにあるオカルトの危機～』
- 内容：オカルトの危機を新年会形式で検証。オカルトフリートークとオカルトオンエアバトルの二部構成[19]。
- 初回放送：2017年2月11日　22:00 - 23:00[19]
- 出演：逸見太郎、藍上 / ゲスト： 大槻ケンヂ、辛酸なめ子 / プレゼンター：山口敏太郎、中沢健、宇田川敬介、吉田悠軌 [19]

## 第18弾
『緊急検証!実録・あなたの街の霊出るハウス～その物件、バス・トイレ・いわく憑き～』
- 内容：いま住むべきオカルト物件（いわく憑き物件）を検証[20]。
- 初回放送：2017年8月11日　22:30 - 23:30[20]
- 出演：逸見太郎 / 審査員： 大槻ケンヂ、辛酸なめ子、西崎莉麻 / プレゼンター：山口敏太郎、吉田悠軌、中沢健、田中俊行 [20]

## 第19弾
『緊急検証!2018年度版超新約黙示録～第5回紅白オカルト合戦～』
- 内容：年末恒例となった紅白オカルト合戦の第5弾。「先鋒戦」、「次鋒戦」、「副将戦」、「大将戦」の全4戦[21]。
- 初回放送：2017年12月9日　22:00 - 23:40[22]
- 出演：逸見太郎 / 審査委員長： 大槻ケンヂ審査員： 辛酸なめ子、椎名ひかり、飛鳥昭雄、三浦伸治 / プレゼンター：【紅組】中沢健、鈴木貴博、早瀬康広、吉田悠軌【白組】山口敏太郎、秋山眞人、川口友万、北芝健[21]

## 番外編
『緊急検証・イズ・バック! 〜2014オカルト戦線異状アリ〜』
- 内容：「緊急検証!」シリーズのナビ番組。
- 初回放送：2014年4月1日 28:55 - 29:00
- 出演：逸見太郎

『緊急検証!第2回紅白オカルト合戦〜オカルトゆく年くる年〜』
- 内容：ファミ劇の2014/2015年の年越し番組。『第2回紅白オカルト合戦』終了と同時に『緊急年越し!オカルトゆく年くる年!』を放送。
- 放送日：2014年12月31日 22:30 - 24:05

『緊急年越し!オカルトゆく年くる年!』
- 内容：ミニ番組。スタジオでメンバーが立ち話をしながら新年を迎える。年明け後は、全出演者が持ち寄った視聴者向けお年玉プレゼントの告知を行った。録画放送。
- 放送日：2014年12月31日 23:57 - 24:05
- 出演：逸見太郎、大槻ケンヂ、辛酸なめ子、飛鳥昭雄、山口敏太郎、中沢健

『緊急検証!生オカルトプレゼン』
- 内容：ファミリー劇場開局20周年特別企画『新春緊急検証!〜ファミ劇でも20時間生放送やれんのか!?〜』の1コーナー。オカルト三銃士（飛鳥昭雄、山口敏太郎、中沢健）の生プレゼン。
- 放送日：2016年1月10日 22:00 - 25:00
- 出演：逸見太郎、大槻ケンヂ、辛酸なめ子、白井悠介、飛鳥昭雄、山口敏太郎、中沢健、ほか

『緊急解禁! オーケン&タケシといっしょオカルトリカルワールド茨城』
- 内容：大槻ケンヂと中沢健のオーディオコメンタリーが追加された約2年ぶりとなる『オカルトリカルワールド茨城』の再放送番組。
- 放送日：2016年5月6日 24:00 - 25:10
- 出演：大槻ケンヂ、中沢健

『緊急ペレストロイカ!オーケン&すみぺといっしょ!第4回紅白オカルト合戦』
- 内容：大槻ケンヂと上坂すみれのオーディオコメンタリーが追加された『第4回紅白オカルト合戦』の再放送番組。
- 放送日：2017年5月5日 23:05 - 25:20
- 出演：大槻ケンヂ、上坂すみれ

『緊急検証!外伝 幻妖国家・ソ連の真実 ～ハラショー超常シベリア鉄道の夜～』
- 内容：「緊急検証!」特別番外編。大槻ケンヂ・上坂すみれの「第4回紅白オカルト合戦」オーディオコメンタリー企画での“ソ連のオカルトの検証が見たい”という一言を実現!
- 放送日：2018年4月27日 22:00 - 23:00
- 出演：大槻ケンヂ、上坂すみれ、中沢健、秋山眞人、北芝健、竹本良

## スタッフ
※カッコ無しは全回担当
- ナレーター：奈佐健臣
- 構成：伊藤のぶゆき
- 撮影：北條英樹（#1,2,4,5,7）、小林孝至（#3,9,10）、羽鳥慎一郎（#6,7,9-12）
- VE：水野秀樹（#1,2）、横川友之（#3）、大竹繁夫（#4,5）、柳沼修（#6-8,11-13）、横川友之（#9）、粕谷弘樹（#10）
- 美術協力：フジアール、SOUP（#2）、グレートインターナショナル（#1-3,9,10）
- EED：行木忍
- MA：柞山京一（#1）、松尾隆裕（#2）、高木俊明（#3,5）、阿部直子（#4）、古田正人（#6,10）、小川るみ（#7）、川本裕一（#8）、塚本啓介（#9）、田邉雅之（#12）、東口智大（#13）、
- 音効：後藤拓（#1-5/ダブルアップ・サウンドデザイン）、勇太郎（#6-10/同左）
- 技術協力：オムニバス・ジャパン、スウィッシュ・ジャパン（#3,6）、ヴァンズ（#6-13）
- 協力：佐藤企画、オーケン企画、山口敏太郎タートルカンパニー
- 編成：福島正浩（#1）、服部洋之（#2-13）
- 広報：木村正臣（#1）、久保美和子（#2-13）
- AD：新井吉文（#2,9）、森内美里（#2-11）、仲川啓介（#3）、鄭舜圭（#3）、西野和宏（#4,5,8）、福本悠太（#4）、今村栄作（#6）、齋藤祐伺（#6）、赤坂恵美子（#6,8,10）、山本遼（#8,9）、植田城維（#10-13）、小林孔治（#11-13）、田中隆宣（#12,13）、川嶋紀貴（#12,13）
- ディレクター：高橋圭（#1-11,13）、新井吉文（#3）、梅津芳臣（#9,10,12）
- 演出：高橋圭（#12）、梅津芳臣（#13)
- AP：今村栄作（#9,10）
- プロデューサー：小柳大侍、矢吹飛鳥（#1-8）、高橋義人（#2-13）、寺越陽子（#9-13）
- 製作著作：東北新社

## テーマ曲
エンディング曲は各回のタイトル・放送内容にちなんで選曲されている。
- 第1弾『日本の怪村』 - 鬼束ちひろ「月光」
- 第2弾『最真・終末予言』 - Re:Japan 「明日があるさ」
- 第3弾『幽霊との出会い方』 - ORANGE RANGE「花」
- 第4弾『宇宙人地球侵略史』 - 堀江美都子「ぼくたち地球人」
- 第5弾『第1回紅白オカルト合戦』 - 出演者合唱「蛍の光」
- 第6弾『未確認生物の飼い方』 - 河口恭吾「桜」
- 第7弾『ヒトラーは生きている!?』 - リマール「ネバーエンディング・ストーリーのテーマ」
- 第8弾『オカルトリカルワールド茨城』 - ペリー&キングスレイ「バロック・ホウダウン」
- 第9弾『矢追純一は実在した!?』 - AKB48「会いたかった」
- 第10弾『第2回紅白オカルト合戦』 - 合唱「蛍の光」
- 第11弾『時空の歩き方』 - 原田知世「時をかける少女」
- 第12弾『もののけ王座決定戦!』 - 吉幾三「おばけがイクゾー」
- 第13弾『日本の怪々村』 - 鬼束ちひろ「月光」
- 第14弾『第3回紅白オカルト合戦』 - 合唱「蛍の光」
- 第15弾『ほんとにあった呪いの処方箋』 - 山崎ハコ「呪い」
- 第16弾『第4回紅白オカルト合戦』 - 合唱「蛍の光」
- 第17弾『終わりなき超常新年会2017』 - 唱歌「一月一日」
- 第18弾『実録・あなたの街の霊出るハウス』 - 吉幾三『Dream』
- 第19弾『第5回紅白オカルト合戦』 - 合唱「蛍の光」

## 映画
『緊急検証! THE MOVIE ネッシーvsノストラダムスvsユリ・ゲラー』は、2019年（平成31年）1月11日公開の日本映画。
本作は『緊急検証!』のテレビシリーズを映画化するもので、クラウドファンディングで出資を募り制作された。
映画公開に先立ちファミリー劇場では『オカルト映画「緊急検証!THE MOVIE」新春公開記念特番PART I・II』（2018年12月28日・2019年1月4日）が放送されている。